# Корвул (герцог Фриуля)
Корвул (Корвол; лат. Corvulus, Corvolus; VII—VIII века) — герцог Фриуля в начале VIII века.

## Биография
Единственным нарративным источником, повествующим о Корвуле, является «История лангобардов» Павла Диакона.
О происхождении Корвула ничего не известно. По свидетельству Павла Диакона, он был преемником погибшего в сражении со славянами Фердульфа. Корвул получил власть над Фриульским герцогством в начале VIII века (предположительно, в 701 или в 706 году).
Правление Корвула было непродолжительным. Уже вскоре после получения герцогского титула он был смещён со своего поста. Обвинённый в оскорблении лангобардского короля Ариперта II, Корвул был ослеплён, проведя остаток своей жизни во всеобщем презрении. Новым же правителем Фриульского герцогства был назначен Пеммо.